# 舞鶴駅 (咸鏡南道)
舞鶴駅（ムハクえき、朝鮮語: 무학역）は、朝鮮民主主義人民共和国咸鏡南道端川市にある駅で、クムゴル線に属する。 

## 隣の駅
クムゴル線
大興駅 - 舞鶴駅